# Alfredo Solf y Muro
Alfredo Solf y Muro (n. 15 martie 1872, Lambayeque⁠(d), Lambayeque Department⁠(d), Peru – d. 14 august 1969, Lima, Peru) a fost un om politic peruvian care a îndeplinit funcția de prim-ministru al statului Peru din 8 decembrie 1939 până în 3 decembrie 1944.
A murit în 14 august 1969, la vârsta de 97 de ani.